# Ashford, Wisconsin
Ashford là một thị trấn thuộc quận Fond du Lac, tiểu bang Wisconsin, Hoa Kỳ. Năm 2010, dân số của thị trấn này là 1.707 người.